# Mohammed Gholam
Mohammed Gholam Al Baloushi (Qatar, 8 novembre 1980) è un ex calciatore qatariota, dell'Al-Sadd e della Nazionale qatariota.